# Рунакта
Рунакта — небольшой пригород Агры, расположенный на Национальном шоссе 2 в индийском штате Уттар-Прадеш.
Рунакта пользуется широкой известностью прежде всего благодаря связи с великим индийским поэтом Сурдасом («слепым бардом из Агры»), который прославился своими песнями, посвященными Кришне. Отсюда начинается так называемая Браджа Бхуми, или Земля Кришны.